# Tercera Coalición

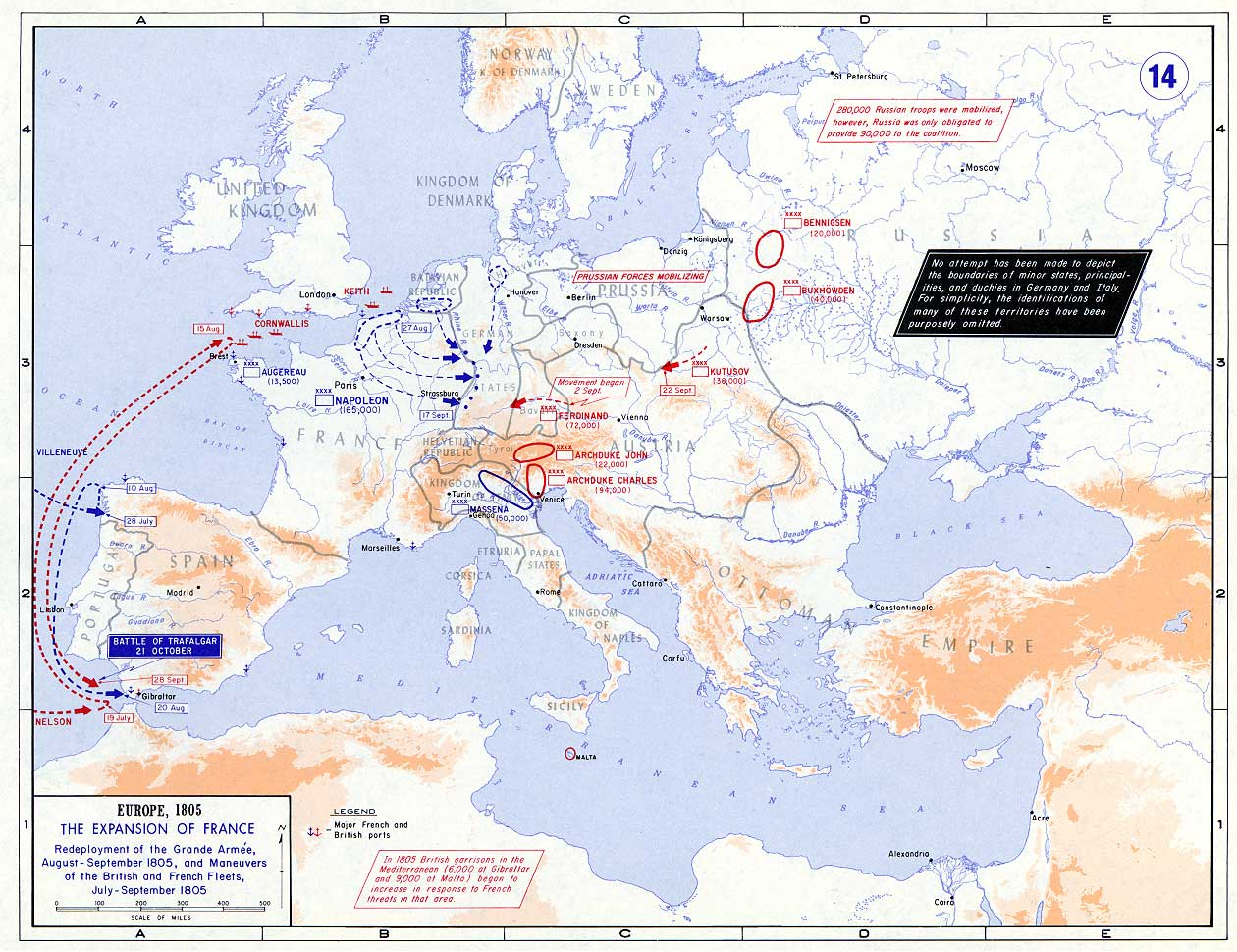
Situación en Europa en 1805, en vísperas de la campaña de Ulm.

La Tercera Coalición fue una alianza militar creada en 1805 por el Reino Unido, Imperio austríaco, Rusia, Nápoles y Suecia contra Francia con el fin de derrocar a Napoleón del poder y disolver la influencia militar francesa en el continente europeo.
Napoleón había planeado la invasión de Gran Bretaña desde la ruptura por el gabinete de Londres del Tratado de Amiens en 1803, y había reunido un ejército de 150 000 soldados en Boulogne. Sin embargo, necesitaba conseguir la superioridad naval antes de poner en marcha la invasión, o al menos, distraer a la flota británica llevándoles lejos del canal de la Mancha. El complejo plan de distracción, llevado a cabo por el almirante Villeneuve fracasó tras la batalla del Cabo Finisterre y la posterior destrucción de la flota franco-española en la batalla de Trafalgar. Entonces, Napoleón se vio forzado a abandonar sus planes contra Inglaterra y a centrar su atención en sus enemigos continentales.
La coalición, buscando tomar ventaja de la concentración de las fuerzas francesas en Boulogne, hizo planes para atacar Italia y Baviera. Los ejércitos aliados organizados en Alemania e Italia, al mando de Karl Mack von Leiberich prepararon la invasión de Baviera mientras esperaban a los ejércitos rusos de Mijaíl Illariónovich Kutúzov que les reforzarían. El ejército de Baviera, aliado de Napoleón, se vio forzado a retirarse hacia el norte, abandonando Múnich.
Napoleón dejó Boulogne en agosto, marchando con rapidez hacia el Rin. Cruzó el Rin a finales de septiembre, cayendo sobre el flanco derecho del ejército de Lieberich y rodeando al ejército austriaco en Ulm. Desbarató los intentos austriacos por reagruparse, aislando a Ulm de Austria y forzando a Lieberich a capitular en octubre. Kutúzov, en la frontera austro-bávara, tuvo que retirarse a Viena, y tomar el camino hacia Moravia para conseguir refuerzos el 13 de noviembre. Napoleón marchó entonces hacia el norte para enfrentarse a los ejércitos aliados, encontrándolos finalmente en posición defensiva en Austerlitz. En la batalla de Austerlitz, Napoleón engañó a los austriacos con un asalto y una retirada fingidas, para luego atacar las posiciones elevadas que el enemigo había dejado, rodeando y destruyéndolos a todos excepto al ala derecha, bajo el mando de Piotr Bagratión.
El ejército austriaco de Italia, bajo el mando del archiduque Carlos se vio forzado a retirarse sin luchar por las victorias francesas en Alemania, y los desembarcos aliados en el norte de Alemania y Nápoles fueron abortados. Austria fue eliminada de la coalición y expulsada definitivamente de Italia por el Tratado de Presburgo.
Napoleón derrotó a Rusia en combate, aunque ésta siguió en la guerra, y Prusia entró en la guerra en 1806, en protesta por la violación francesa de su territorio en la campaña de 1805. Daba entonces comienzo la guerra de la Cuarta Coalición.